# Zamach w Cytadeli Warszawskiej

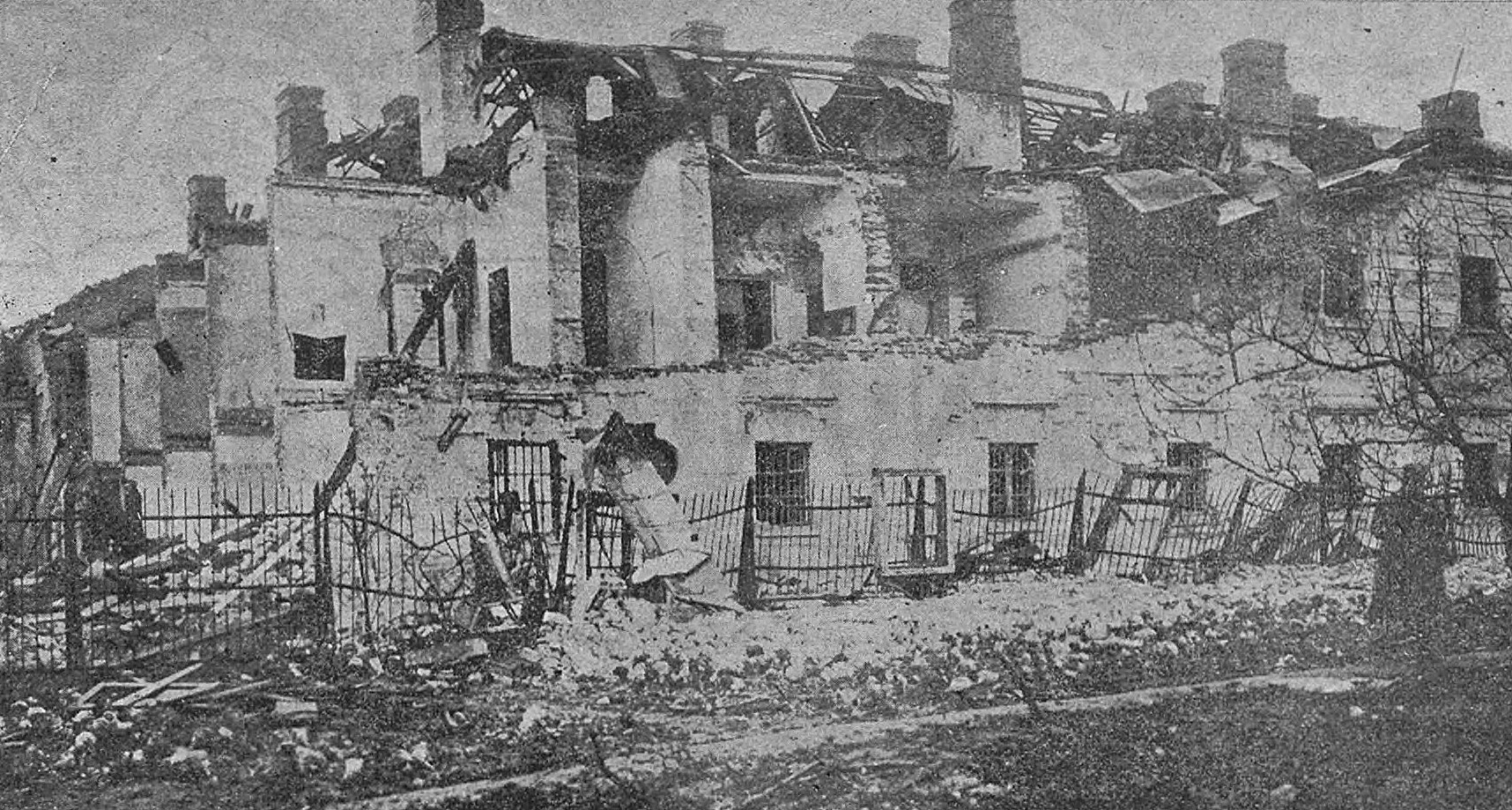
X Pawilon Cytadeli Warszawskiej zniszczony w wyniku wybuchu

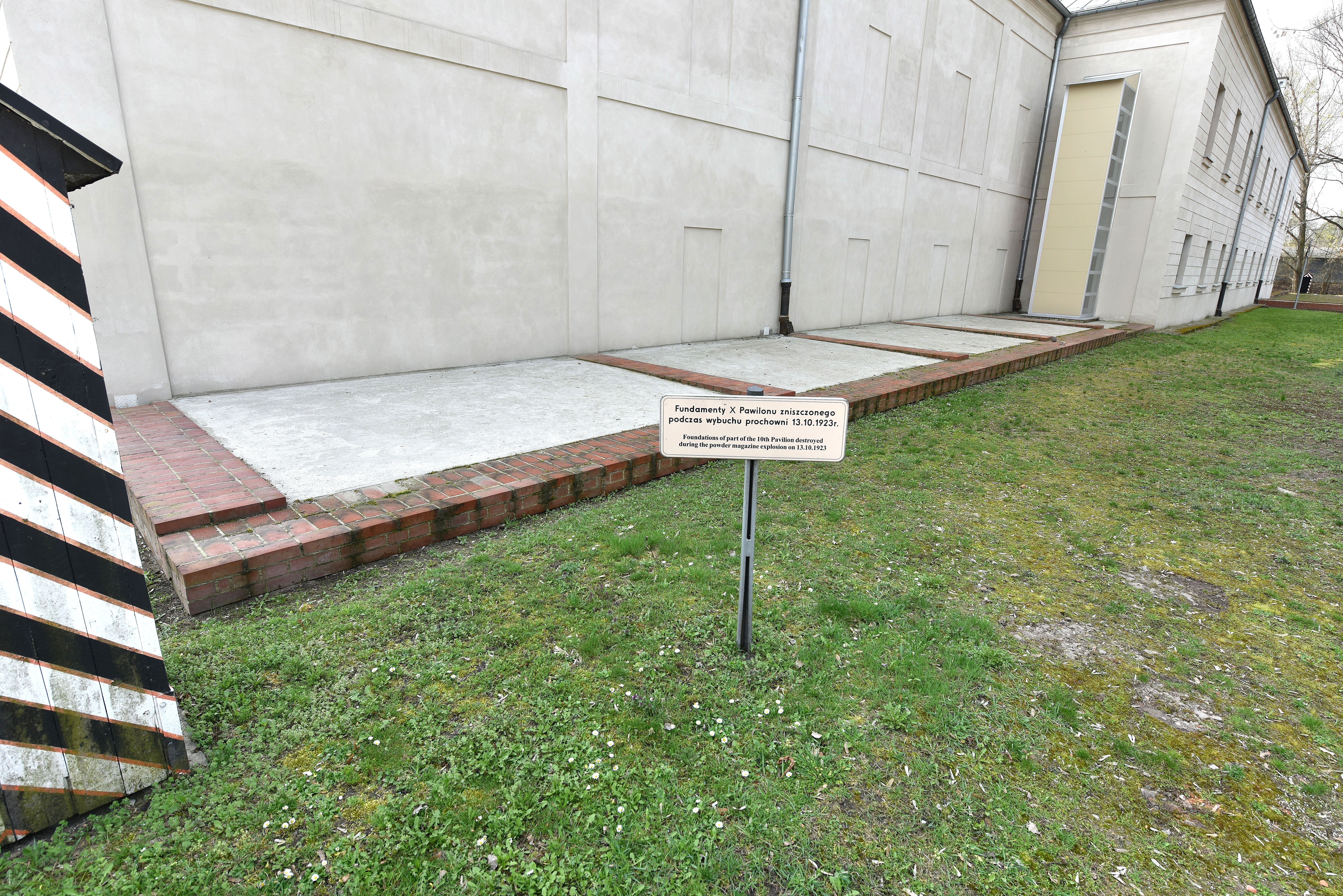
Fundamenty X Pawilonu zniszczone podczas wybuchu

Zamach w Cytadeli Warszawskiej – zamach, który miał miejsce w sobotę 13 października 1923 roku o godzinie 9 rano w warszawskiej Cytadeli. W wyniku eksplozji prochu do pocisków artylerii ciężkiej zginęło 28 osób i 89 zostało rannych, a uszkodzeniu uległy wszystkie budynki w Cytadeli i w okolicy.

## Efekty wybuchu
13 października 1923 roku o 9 rano na Cytadeli doszło do wybuchu prochowni, w której znajdowała się duża ilość wyprodukowanego we Włoszech nowoczesnego bezdymnego prochu miotającego do artylerii ciężkiego kalibru. Prochownia znajdowała się przy murze zewnętrznym Cytadeli blisko X Pawilonu, który w tym czasie zamieszkany był przez rodziny wojskowych, a o godzinie 9 rano przebywały tu głównie kobiety i dzieci (najbliżej prochowni zlokalizowane były kwatery oficerów stanu wolnego, którzy wyszli rano do swoich zajęć). W wyniku eksplozji w miejscu prochowni powstał lej o głębokości kilkunastu metrów.
Dzięki temu, że murowany budynek prochowni zagłębiony był w ziemi i otoczony wałem ziemnym, to główna siła wybuchu skierowana była w górę. Eksplozja nie spowodowała detonacji setek ton pocisków artyleryjskich ulokowanych tuż obok, w forcie amunicyjnym okalającym prochownię. Zniszczeniom uległy także inne budynki Cytadeli: zewnętrzna ściana X Pawilonu legła w gruzach, a jego dach i większość ścian wewnętrznych – runęły. Stojący w pobliżu prochowni skład metalowych części zamiennych zniknął, budynki szwalni i magazyn mundurowy legły w ruinie. Brama cytadeli prowadząca nad Wisłę uległa zawaleniu, w gruzach legły także budynki stajni, wozowni i kuchni.
Eksplozja była odczuwalna nie tylko w całej Warszawie, ale również i w Otwocku, Rembertowie, Piasecznie czy Mińsku Mazowieckim. Na najbliżej położonym Cytadeli Żoliborzu Oficerskim podmuch zawalił dachy kilkudziesięciu domów, w wyniku czego obrażenia odnieśli cieśle i dekarze. W wielu budynkach Starego Miasta wypadły szyby raniąc przechodniów i wywołując panikę. Według doniesień prasowych szyby w oknach rozbiły się aż w Skierniewicach. Po eksplozji i podmuchu nad cytadelą pojawił się wielki grzyb dymu, który warszawskim strażakom pozwolił na lokalizację miejsca zdarzenia, bo pierwotnie przypuszczano, że był to wybuch w fabryce Wulkan.
Na miejscu od razu pojawiło się wojsko, żandarmeria i straż ogniowa, jednak do pierwszych ofiar wybuchu dokopano się dopiero około godziny 11. Ostatecznie doliczono się 28 osób zabitych (w tym 2 wojskowych) i 89 rannych. Większość ofiar stanowiły żony i dzieci wojskowych zakwaterowane w odleglejszej części Pawilonu X, zginęli także pracownicy prochowni i pracownice okręgowych zakładów mundurowych.

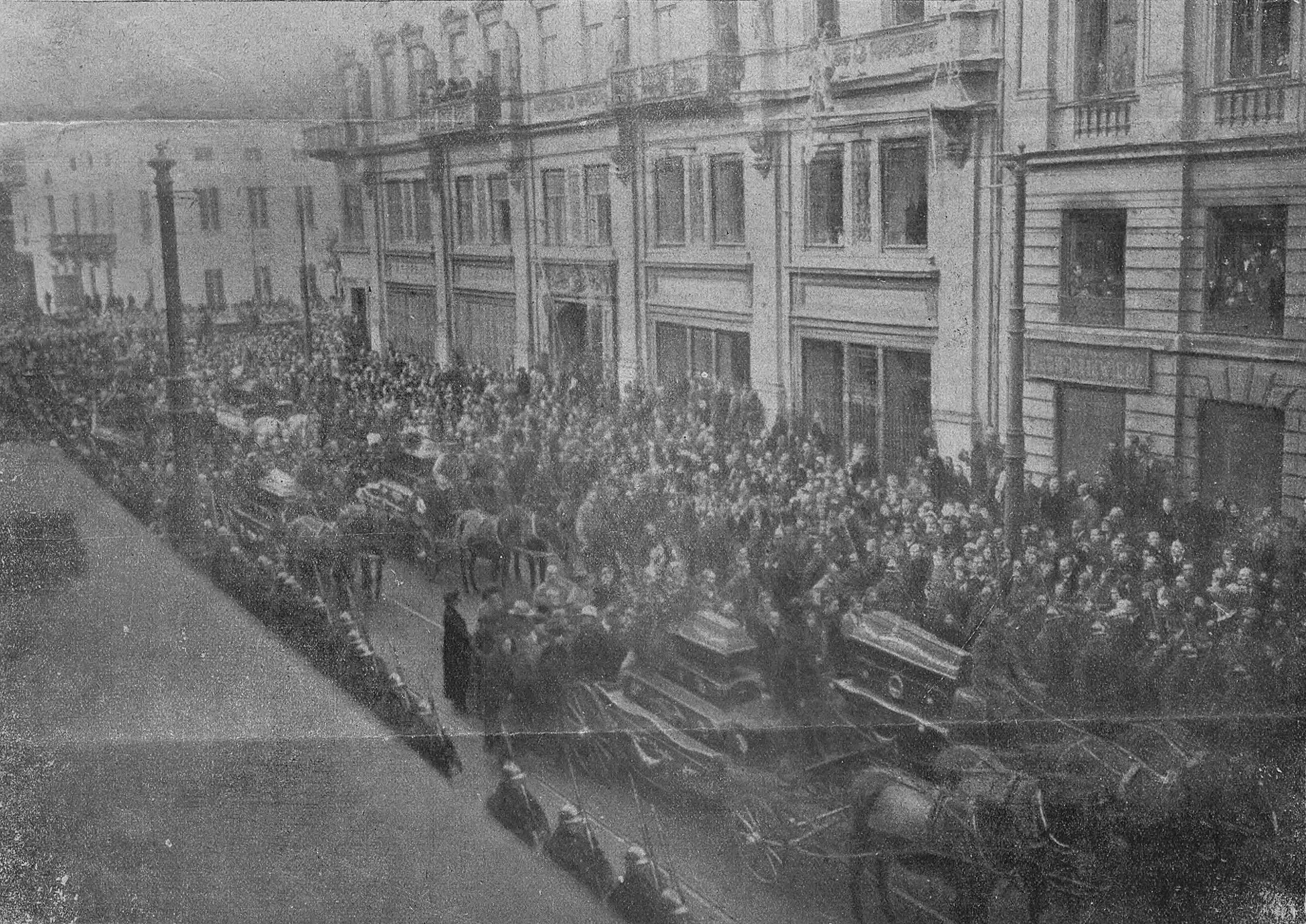
Pogrzeb 22 ofiar wybuchu w Cytadeli

16 października 1923 odbył się w Warszawie zbiorowy pogrzeb 22 ofiar wybuchu. Zabici zostali pochowani na cmentarzu Wojskowym na Powązkach w kwaterze 18.
Już następnego dnia zaczęły napływać do Warszawy kondolencje z różnych części Polski i Europy, także z Watykanu od papieża Piusa XI, byłego nuncjusza w Polsce. Wydarzenie spotkało się także ze specjalnym oświadczeniem rządu Wincentego Witosa, potępiającym tego typu działania narażające na destabilizację kraju, który dopiero odzyskał niepodległość.

## Sprawcy
Pierwsze podejrzenia padły na komunistów i nacjonalistów ukraińskich, jednak aresztowanie ponad 200 osób w samej Warszawie i kilkudziesięciu w innych częściach kraju nie przyniosło rezultatów. Kilka miesięcy wcześniej minister spraw wewnętrznych Władysław Kiernik oświadczył w Sejmie, że została wykryta szpiegowsko-dywersyjna komunistyczna organizacja kierowana spoza kraju, której celem są zamachy na obiekty kolejowe i wojskowe.
W wyniku zeznań Józefa Cechowskiego, członka komunistycznej siatki terrorystycznej, który poszedł na współpracę z policją, o przygotowanie zamachu oskarżono dwóch sympatyzujących z komunistami wojskowych: porucznika Walerego Bagińskiego z Centralnej Izby Zbrojmistrzów w Warszawie i podporucznika Antoniego Wieczorkiewicza, pirotechnika. Przebywali oni od początku sierpnia w więzieniu przy ul. Dzielnej i jedynym dowodem na ich działalność było odśpiewanie pieśni „Czerwony Sztandar” w momencie zamachu. Bagiński miał także opowiadać, że jak zechce, to wysadzi Cytadelę w powietrze. Obaj byli członkami Komunistycznej Partii Polski, a Bagiński był szefem Wydziału Wojskowego odpowiedzialnego za agitację wśród żołnierzy. Obaj zostali aresztowani za działalność na rzecz obalenia ustroju i organizację ataków bombowych w kwietniu i maju 1923 w Warszawie i Krakowie. Choć dowody te były słabe, sąd wojskowy uznał je za wystarczające i skazał obu winnych na karę śmierci.
Wyrok w sprawie Bagińskiego i Wieczorkiewicza wywołał falę krytyki i ich sprawą zajęła się specjalna komisja sejmowa, której przewodniczył poseł PPS Adam Pragier. Komisja uznała zeznania Cechowskiego za niewiarygodne, a jego samego za policyjnego prowokatora. Według ustaleń Pragiera większość dowodów miał spreparować inspektor Piątkiewicz, odpowiedzialny za zwalczanie ruchu komunistycznego i oczekujący szybkiego awansu za wykrycie sprawców. W wyniku działań komisji prezydent Stanisław Wojciechowski zamienił domniemanym sprawcom wyrok śmierci na dożywocie.
W grudniu 1923 powstał nowy rząd Władysława Grabskiego, który zawarł porozumienie z ZSRR na wymianę dwóch innych Polaków więzionych tam z przyczyn politycznych – polskiego konsula w Gruzji i księdza, członka komisji rewindykacyjnej. 29 marca 1925 na granicznej stacji kolejowej Kołosowo w pobliżu miasteczka Stołpce miało dojść do wymiany więźniów. Gdy pociąg dojeżdżał do stacji obaj podejrzani zostali zastrzeleni z rewolweru przez członka eskorty, policjanta Józefa Muraszko, znanego ze skrajnie prawicowych poglądów. Muraszko za swój czyn został skazany na 2 lata więzienia, a wyrok sąd motywował tym, że działał on z pobudek patriotycznych „w stanie silnego wzburzenia duchowego”. Po odbyciu kary w więzieniu na Łukiszkach Muraszko zmienił nazwisko i służył w Korpusie Ochrony Pogranicza, a następnie w dyrekcji policji w Warszawie. W końcu lat 30. najprawdopodobniej został zwerbowany przez Gestapo, bowiem już jesienią 1939 jawnie występował jako jego oficer. Wkrótce potem podziemie wykonało na nim wyrok śmierci.
Do dziś nie ma pewności co do sprawców zamachu. Zabici oficerowie zostali uznani za sowieckich agentów, ale w okresie PRL byli traktowani jako ofiary zbrodni sądowej, a nazwiskami ich nazwano ulice (ul. Walerego Bagińskiego przemianowana została po 1989 na ul. gen. Michała Tokarzewskiego-Karaszewicza, a ul. Antoniego Wieczorkiewicza przemianowano na ul. gen. Antoniego Chruściela „Montera”). Doszło też do dwóch zamachów na Cechowskiego w 1925. Za pierwszy, nieudany, skazani zostali Władysław Hibner, Władysław Kniewski i Henryk Rutkowski, a wyrok na nich wykonano na stokach Cytadeli (imionami zamachowców nazwano w okresie PRL ulice Zgoda, Złota i Chmielna, po 1989 przywrócono stare nazwy). Kilkanaście dni później Cechowskiego zastrzelił Naftali Botwin, skazany za tę zbrodnię na karę śmierci i stracony we Lwowie.